# الحزب الاشتراكي النيكاراغوي
الحزب الاشتراكي النيكاراغوي هو حزب سياسي اشتراكي في نيكاراغوا.
تأسس الحزب في عام 1944 بواسطة Mario Flores Ortiz.
في الانتخابات البرلمانية لعام 1984 حصل الحزب على مقعدان.
ينشر الحزب El Popular.